# Альберти, Дино
Фердинандо «Дино» Альберти (итал. Ferdinando "Dino" Alberti, родился 14 мая 1982 года в Брешии) — итальянский политик, депутат Палаты депутатов Италии от Движения пяти звёзд.

## Биография
По образованию — инженер-механик, специалист энергослужб. Избран в Палату депутатов 19 марта 2013 года по итогам парламентских выборов от IV избирательного округа Ломбардия 2. С 7 мая по 8 ноября 2013 года заседал в IV комиссии (по обороне), с 8 ноября 2013 года — член VI комиссии (по финансированию).